# Direitos LGBT na Namíbia
Pessoas LGBT na Namíbia, enfrentam certos desafios sociais e judiciais problemáticos não enfrentados pelo restante da população namibiana. A sodomia é ilegal apenas para homens no país, e pode ser punida com prisão. Declarações de líderes governamentais, como Sam Nujoma, Theopolina Mushelenga e Jerry Ekandjo, sobre homossexuais têm atraído condenações e polêmicas dentro e fora do país. Apesar da falta de direitos legais experimentados pelos cidadãos LGBT da Namíbia, a aceitação e tolerância dessas pessoas é muito maior do que na maioria dos países africanos.
O cenário nacional para as pessoas LGBT na Namíbia melhorou nos últimos anos. O principal grupo de defesa LGBT do país é o OutRight Namibia, formado em março de 2010 e oficialmente registrado em novembro de 2010. O mesmo organizou as primeiras paradas do orgulho LGBT da Namíbia e declara ser "uma voz para mulheres lésbicas, homens gays, bissexuais, pessoas trans e intersexuais na Namíbia".  Outros grupos LGBT incluem o MPower Community Trust, que fornece conscientização sobre saúde sexual para homens gays e bissexuais, o Namibian Gays and Lesbian, que fornece aconselhamento para pessoas LGBT e organiza programas educacionais para aumentar a conscientização dos namibianos, Tulinam, um grupo LGBT religioso e o Wings to Transcend Namibia, um grupo de transgêneros.

## História
A homossexualidade e as relações entre pessoas do mesmo sexo foram documentadas em vários grupos namibianos modernos. No século 18, o povo Cóis reconheceu os termos koetsire, que se refere a um homem que é sexualmente receptivo a outro homem, e soregus, que se refere ao tipo de masturbação que instrui desejo a alguém do mesmo sexo.
Na década de 1920, o antropólogo alemão Kurt Falk relatou cerimônias de homossexualidade e casamento gay entre os povos ovambos, namas, hererós e himbas. Entre os hererós, as amizades eróticas (conhecidas como oupanga) entre duas pessoas independentemente do sexo, eram comuns e normalmente incluíam o sexo anal (okutunduka venena). Além disso, nos anos 1970, o etnógrafo português Carlos Estermann observou uma tradição do ovambo em que os homens conhecidos como esenge se vestiam como mulheres, faziam trabalhos femininos e se casavam com outros homens. A sociedade ovambo acreditava que eles estavam possuídos por espíritos femininos.

## Legalidade da atividade sexual entre pessoas do mesmo sexo
Na Namíbia, não há cláusula de sodomia codificada, mas continua sendo um crime no país de acordo com a lei comum romano-holandesa que está em vigor no local. A sodomia foi definida como "relações sexuais intencionais entre dois homens da espécie humana." Isso, portanto, exclui relações sexuais que aconteção entre casais lésbicos.
A seção 299 da Lei de Processo Penal de 2004 faz referência a questões probatórias sobre a acusação de sodomia ou tentativa de sodomia. O Anexo 1 da Lei, agrupa a sodomia juntamente com uma lista de outros crimes como crimes para qual a polícia está autorizada a fazer uma prisão sem mandado ou a usar força letal no decorrer da prisão, entre outros aspectos; seções 38, 42, 44, 63 e 112. Demonstrações públicas de afeto entre dois homens podem ser consideradas comportamento "imoral", que é punível de acordo com a Lei de Combate às Práticas Imorais de 1980.
Em agosto de 2016, o Comitê de Direitos Humanos das Nações Unidas divulgou um relatório em Vinduque, conclamando o governo do país a abolir a proibição de práticas homossexuais e da sondomia. Reagindo ao apelo do comitê, John Walters, o Ombudsman da Namíbia, cujo escritório tem o intuito de promover e proteger os direitos humanos, disse que "as pessoas deveriam ser livres para viver suas vidas como bem entenderem". Walters disse:

Acho que a velha lei da sodomia serviu ao seu propósito. Quantas acusações ocorreram? Acredito que nenhuma nos últimos 20 anos. Se não processamos as pessoas pelo ato, por que temos o mesmo?
O Governo da Namíbia informou às Nações Unidas que atualmente não tem nenhuma intenção de revogar a lei que diz respeito a sodomia. Vários legisladores expressaram opiniões diferentes, no entanto, a Presidente do Conselho Nacional Margaret Mensah-Williams disse, "independentemente de quão desconfortável seja, é hora de falarmos sobre a comunidade LGBT. Eles fazem parte de nosso país."  Yvonne Dausab, presidente da Comissão de Reforma e Desenvolvimento da Lei, disse que a Constituição da Namíbia carece de "linguagem suficiente para descrever e proteger os direitos pertencentes à comunidade LGBT+". Em uma mesa redonda organizada em 2019 pelo Ombudsman para abordar a proteção e os direitos para a comunidade LGBT da Namíbia, vários legisladores pediram que essas questões fossem abordadas com urgência.
Em junho de 2019, após a revogação da lei de sodomia na Botswana por seu Tribunal Superior, a primeira-dama Monica Geingos pediu a revogação da lei da Namíbia, dizendo que "os dias da lei de sodomia estão contados" e "Namíbia será a próxima".

## Tabela de resumo
| Atividade sexual do mesmo sexo legal                                                                 | / Para homens: não aplicada; legalização proposta. Para mulheres: legal. |
| Idade igual para consentimento                                                                       | / Para homens: não aplicada; legalização proposta. Para mulheres: legal. |
| Leis anti-discriminação apenas no emprego                                                            | Não                                                                      |
| Leis anti-discriminação no fornecimento de bens e serviços                                           | Não                                                                      |
| Leis antidiscriminação em todas as outras áreas (incluindo discriminação indireta, discurso de ódio) | Não                                                                      |
| Casamentos do mesmo sexo                                                                             | Processo judicial pendente.                                              |
| Reconhecimento de casais do mesmo sexo                                                               | Não                                                                      |
| Adoção de enteados por casais do mesmo sexo                                                          | Não                                                                      |
| Adoção conjunta por casais do mesmo sexo                                                             | Não                                                                      |
| Pessoas LGBT autorizadas a servir abertamente nas forças armadas                                     | Não                                                                      |
| Direito de mudar o gênero legal                                                                      | Cirurgia de redesignação sexual necessária.                              |
| Acesso à FIV para lésbicas                                                                           | Não                                                                      |
| Barriga de aluguel comercial para casais gays                                                        | Não                                                                      |
| MSMs autorizados a doar sangue                                                                       | sim                                                                      |

## 2024
Em 27 de julho de 2023, o ativista LGBTQ Friedel Dausab entrou com uma ação judicial contra a lei da sodomia no Tribunal Superior da Namíbia. O objetivo era declarar a lei inconstitucional.Após as alegações finais em novembro de 2023, o veredicto foi inicialmente marcado para 17 de maio de 2024, Dia Internacional Contra a Homofobia. Após vários adiamentos, o veredicto foi finalmente anunciado em 21 de junho de 2024. A lei da sodomia foi declarada inconstitucional e, portanto, ineficaz. Isto significa que as relações sexuais entre homens e outros chamados “crimes sexuais não naturais” não são mais proibidos.